# العروةالوثقی

طرح جلد کتاب العروة الوثقی نوشته سید محمد کاظم یزدی

العروةالوثقی فیما تعم به البلوی مشهور به «عروة الوثقی» نام مشهورترین کتاب سید محمد کاظم طباطبایی یزدی است. شهرت کتاب به حدی است که مؤلف آن در بین علمای شیعه به «صاحب عروه» معروف است. این کتاب شامل ابواب مختلف فقه شیعه است و مجموعاً دارای ۳۲۶۰ مسئله است که در سه جلد تألیف شده‌است. برخی نویسندهٔ کتاب را آغازگر دورهٔ جدیدی در فقه شیعه دانسته‌اند.

## بازتاب‌های کتاب در حوزه علمیه
سید محسن حکیم دربارهٔ این کتاب گفته‌است:
کتاب پرارزش عروه الوثقی از حیث دقت و تحقیق، به گونه‌ای است که در حوزه‌های محور درسی بسیاری از فقها قرار می‌گیرد. با اینکه قبل از آن محور درسهای فقهی علما، کتاب شرایع الاسلام و تبصره المتعلمین بود اما با ظهور کتاب عروه الوثقی، این کتاب ارزشمند محور درسی حوزه‌های علمیه گردیده و شروح و تعلیقات زیادی بر آن نگاشته شده‌است.
شیخ عباس قمی مؤلف کتاب مشهور مفاتیح‌الجنان، در مقدمه کتاب غایة القصوی چنین می‌گوید: 
مدت‌ها بود در خاطرم خطور می‌کرد که چقدر شایسته و لازم است که برای مکلفین یک رساله جامع فراهم شود که مشتمل باشد بر کثرت فروع و مهمات مسائل و ایشان را در مقام حاجت، از جمع آوردن اسفار و رسائل، بی‌نیاز کند و اگر چه رساله‌های عملیه بسیار بود، لیکن در بین آنها ندیدم رساله‌ای را که از هر جهت جامع و برای کافه مقلدین نافع باشد، مگر در این اواخر که به رساله شریفه «عروة الوثقی فیما تعم به البلوی» برخوردم که از قلم درّبار حجة الاسلام و آیة الله فی الانام، مبین الحلال و الحرام و فقیه اهل البیت سیدنا الاعظم و ملاذنا المعظم ابوالمکارم مولانا السید محمد کاظم الطباطبائی - ادام الله ظله العالی - بیرون آمده‌است. من دیدم، الحق همان کتابی است که همیشه دیدار آن را متمنی و طالب و زیارت مثل آن را شایق و راغب بودم، چه آن رساله‌ای است سهل التناول و مرغوب، در نهایت جودت تألیف و حسن اسلوب، جامع جمیع رسائل و حاوی کافه مسائل و کافل انواع فروع فقهیه، بل ناسخ رساله‌های عملیه.

## شروح و حواشی
فقهای برجسته‌ای از حوزه علمیه، حواشی و شروح فراوانی بر این کتاب نوشته‌اند که برخی از آن‌ها در زیر می‌آید:
- حاشیه جمعی از شاگردان  سید محمد کاظم یزدی که تدوین و چاپ نشده‌است.
- حاشیه میرزا محمد حسین بن شیخ الاسلام (متولد ۱۲۷۷ ه‍. ق) که تدوین گشته و به صورت کتابی مستقل چاپ شده‌است.
- حاشیه  محمدرضا آل یاسین بن شیخ عبدالحسین کاظمی که در نجف به چاپ رسیده‌است.
- حاشیه  آقا حسین قمی بن سید محمود که به صورت منظم تدوین و در نجف به چاپ رسیده‌است.
- حاشیه  عبدالکریم بن محمد جعفر مهرجردی یزدی (۱۲۷۶ه‍.ق - ۱۳۵۵ه‍. ق) که مشتمل بر فتاوای وی بوده و در ایران در سال ۱۳۴۷ قمری به چاپ رسیده‌است.
- حاشیه  عبدالله بن محمدحسن مامقانی (متوفی ۱۳۵۱ه‍. ق) مؤلف کتاب تنقیح المقال که مشتمل بر فتاوای وی است و به صورت مستقل و منظم به چاپ رسیده‌است.
- حاشیه سید محمد فیروزآبادی (متوفی ۱۳۴۵ه‍. ق) که در نجف به چاپ رسیده‌است.
- مستمسک العروة الوثقی، اولین شرح استدلالی جلد اول کتاب عروة الوثقی و یکی از کتاب‌های مهم فقه استدلالی و مورد اعتماد و مراجعه فقهای معاصر است که توسط سید محسن حکیم تدوین شده و در حوزه‌های علمیه به عنوان یکی از کتب دم دستی برای فقیه به‌شمار می‌رود. حکیم مطالب کتاب را اول به صورت درس خارج فقه که محور آن، کتاب عروة الوثقی بود عرضه و سپس به صورت کتاب حاضر، تدوین کرد که برخی آن را یکی از دائرةالمعارف‌های بزرگ فقه استدلالی به حساب آورده‌اند.
- التنقیح في شرح العروة الوثقی تأليف  سید ابوالقاسم موسوی خویی.
- منهج التحقیق في الاجتهاد والتقلید(شرح وتعلیقات معمقة علی الوثقی) تأليف محمدامین محرابی.، نشر ذوی القربی قم.
- شرح العروة الوثقی، کتاب الطهارة، تأليف سید محمد باقر صدر.

## دربارهٔ نویسنده
سید محمدکاظم طباطبایی یزدی، معروف به صاحب عروه از فقهای نامدار شیعیان در ۲ قرن گذشته‌است. از مواردی که بیشتر مایه شهرت وی شده‌است یکی تسلطش بر مسائل فقهی و تألیف کتاب «عروة الوثقی» است که بسیار مورد توجه فقها تا عصر حاضر قرار گرفت و دیگری زعامت و رهبری شیعیان در دورهٰ مشروطه در ایران است. یزدی که می‌دید که دستی پنهان در کار است و مشروطیت را از مشروعیت و اسلامی بودن جدا می‌کند ، نسبت به جریان مشروطه در ابتدا ابراز نظر نمی‌کرد.سرانجام وی، به علت فشار عوامل برای گرفتن رأی موافق از او برای همراهی با مشروطه (مشروطه بدون مشروعه خواهی)، در آخر مخالفت خویش را با مشروطه اظهار کرد و به عنوان شخصیت طراز اول مشروطه مشروعه در نجف و در میان شیعیان نامدار شد.

## جستارهای مرتبط
- حوزه علمیه قم
- فقه شیعه
- اصول فقه

## پانوشت‌ها
1. 1 2  «سید محمد کاظم طباطبایی یزدی (صاحب عروة)». بایگانی‌شده از اصلی در ۱۶ اوت ۲۰۱۲. دریافت‌شده در ۱۵ اکتبر ۲۰۰۹.
2. ↑  دوره ششم رساله‌های عصر میرزای شیرازی تا عصر حاضر
3. ↑  بذرافشان, مرتضی (1997). سید محمد کاظم یزدی فقیه دوراندیش. Qom, Iran: مرکز انتشارات دفتر تبلیغات اسلامی حوزه علمیه قم. p. 122.
4. ↑  بذرافشان, مرتضی (1997). سید محمد کاظم یزدی فقیه دوراندیش. قم، ایران: مرکز انتشارات دفتر تبلیغات اسلامی حوزه علمیه قم. pp. 124, 125.